# Krister St. Hill
Krister St. Hill, né le 30 octobre 1962, est un chanteur lyrique suédois d’origine trinidadienne, baryton.